# Грискирхен
Грискирхен (нем. Grieskirchen) — город в Австрии, в федеральной земле Верхняя Австрия.
Входит в состав округа Грискирхен. Население составляет 4841 человек (на 31 декабря 2005 года). Занимает площадь 12 км². Официальный код — 40808.

## Политическая ситуация
Бургомистр коммуны — Вольфганг Гросрук (АНП) по результатам выборов 2003 года.